# Eduard van der Nüll

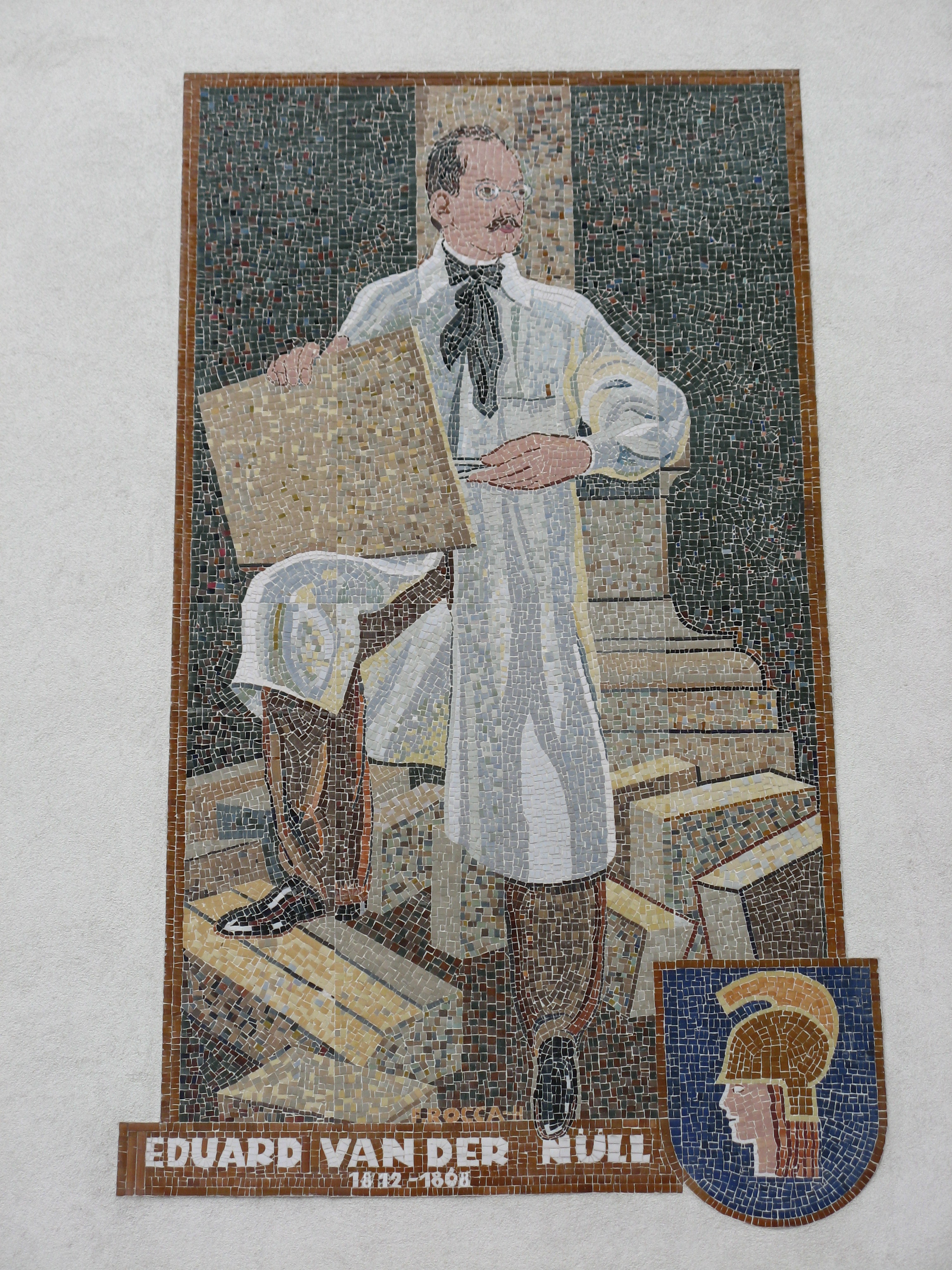
Mosaico en la esquina de las calles Van-der-Nüll-Gasse/Davidgasse en Viena-Favoriten.

Eduard van der Nüll (9 de enero de 1812 (bautizado) - 4 de abril de 1868) fue un arquitecto austríaco, uno de los grandes maestros en el estilo historicista de la Ringstrasse de Viena.

## Vida y obra
Eduard van der Nüll nació y murió en Viena. Después de estudiar en el Instituto Politécnico de Viena (a las órdenes de, entre otros, Peter von Nobile, Paul Wilhelm Eduard Sprenger y Carl Roesner), él y su amigo August Sicard von Sicardsburg realizaron extensos viajes a través de Europa Occidental con propósitos de estudio. En 1844, se convirtió en profesor de la Academia en una nueva cátedra creada para él en Perspektive und Ornamentik (perspectiva y ornamentación).
Permaneció asociado con Sicardsburg de por vida, en una simbiosis profesional y artística. Mientras que Sicardsburg manejaba cuestiones principalmente prácticas y técnicas, van der Nüll era responsable de los asuntos de decoración y estéticos. Su primer proyecto conjunto fue en 1847, creando el Carltheater en Viena-Leopoldstadt (ya desaparecido). En la década de 1850 añadieron algunas secciones al Arsenal de Viena, como el edificio de comandancia, en tanto que Van der Nüll era el único responsable del diseño interior de la Iglesia Parroquial Altlerchefelder, el proyecto de una iglesia más importante de la década.
Su proyecto conjunto más importante, sin embargo, fue la Ópera de Corte Vienesa (Wiener Staatsoper) en un estilo Renacentista temprano, durante 1861-1869, construido como el primer edificio público a lo largo del Ringstrasse vienés. En 1860, el proyecto había sido sometido a concurso y ganado por los dos arquitectos.
Su diseño fracasó en casar con la monumentalidad del Heinrichshof, que se hallaba en frente (destruido en la II Guerra Mundial, y remplazado en 1955 por el Opernringhof). Tanto las críticas del emperador como la campaña de la prensa contra los dos arquitectos describieron la decepción del público vienés y sugirieron que el edificio era meramente un éxito a medias. Después de que el nivel de la calle frente a la ópera fuera elevado por un metro, la ópera fue descrita como el "pecho hundido" y —en analogía con el desastre militar de 1866— "el Königgratz de la Construcción".
Eduard van der Nüll se encontró profundamente turbado por las críticas y se suicidó colgándose el 4 de abril de 1868. Su socio Sicardsburg murió diez semanas más tarde, diagnosticado de tuberculosis. Se dice que el emperador quedó tan conmocionado con el suicidio de Eduard van der Nüll, que en adelante respondería ante todo fenómeno de arte con la frase estándar: "Era muy bonito, me gustó mucho".
Eduard van der Nüll fue enterrado en una tumba honoraria en el Cementerio Central de Viena. En 1875, la calle Van-der-Nüll en el Distrito Favoriten de Viena fue nombrada en su honor.

## Obras
Solo:

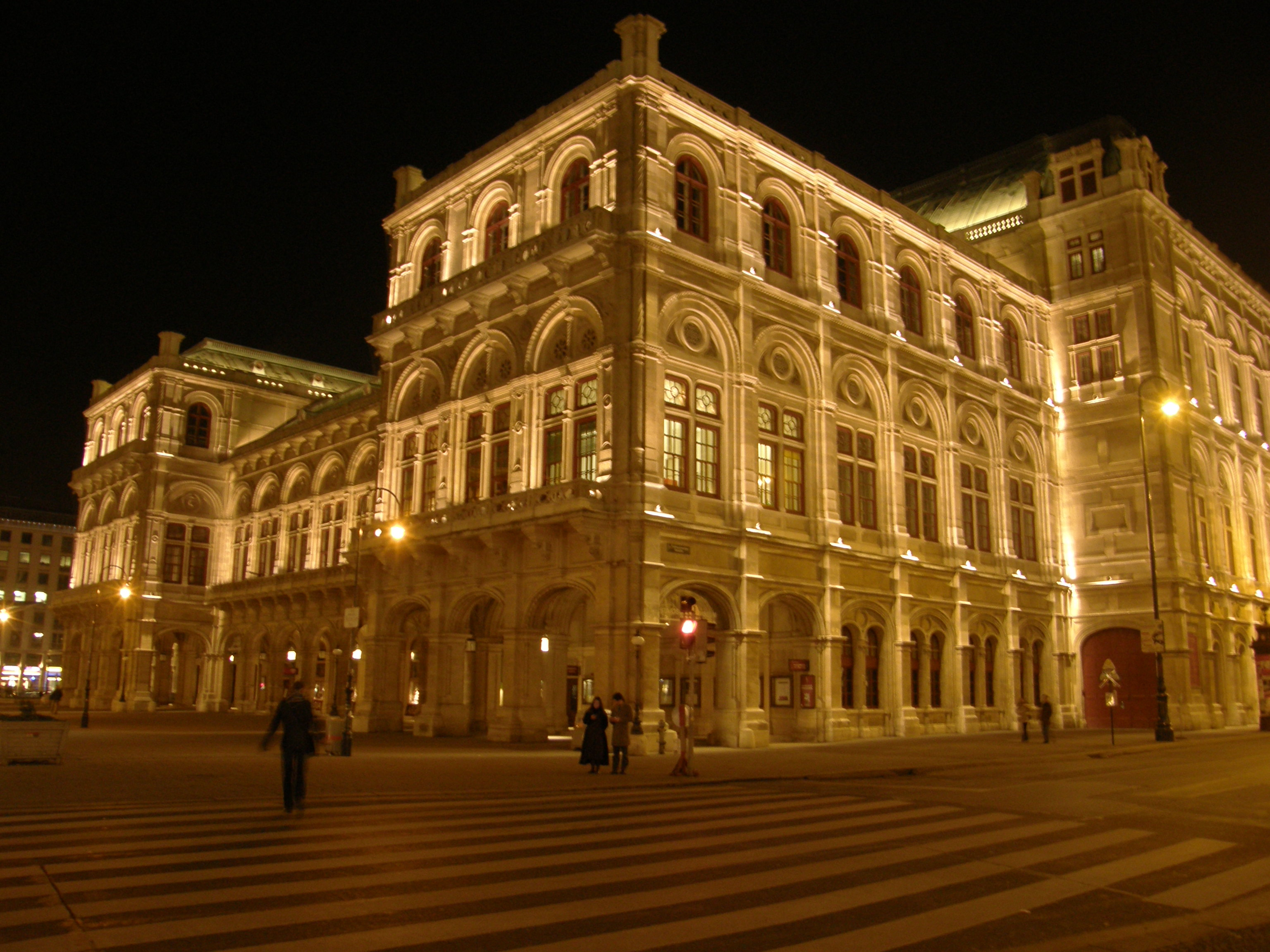
Wiener Staatsoper (casa de la ópera).

- Altlerchenfelder Pfarrkirche (iglesia), 1848-1861
- Monumento al Archiduque Carlos de Austria-Teschen en la Heldenplatz, 1859.
- Monumento al Príncipe Eugenio de Saboya en la Heldenplatz, 1856.

Conjuntamente con August Sicard von Sicardsburg:
- Schutzengelbrunnen (fuente), 1843-1846
- Sophienbad, 1845
- Carltheater, 1846-1847
- Arsenal de Viena, 1849-1855
- Ópera Estatal de Viena, 1861-1869
- Haas-Haus, 1866-1868 (ahora sede de la nueva Haas-Haus)
- Palacio Larisch-Mönich, 1867-1868
- Industriepalast en ocasión de la Exposición Universal de 1873.